# Matti Hietanen
Matti Hietanen (ur. 3 stycznia 1983 w Vilppula) – fiński siatkarz, reprezentant kraju, występujący na pozycji przyjmującego. W latach 2011–2013 bronił barw LOTOSU Trefla Gdańsk, z którym w ostatnim sezonie spędzonym w Polsce wywalczył historyczny awans do fazy play-off.  Swoje debiutanckie spotkanie w barwach Finlandii rozegrał w 2004 roku, w meczu przeciwko Turkom. W 2007 roku wraz z reprezentacją zajął 4. miejsce w Mistrzostwach Europy, które były rozgrywane w Rosji. Karierę klubową zapoczątkował grając dla klubu pod nazwą Vilppula Tähti. Rok później wyjechał do Tampere i rozpoczął studia na Varala Sport High School, grając w tym samym czasie dla reprezentacji Finlandii kadetów. W kwalifikacjach do Mistrzostwach Europy U-19 wybrano go najlepszym zawodnikiem, jednak drużynie narodowej nie udało się zakwalifikować na tę prestiżową imprezę sportową. Hietanen rozegrał swoje pierwsze mecze w Mestaruusliidze (liga fińska) broniąc barw klubu z południa Finlandii-Tampeeren Isku-Volley. Następne dwa lata spędził w męskim klubie siatkarskim z Salo- Salon Piivolley, jednak po dwóch sezonach postanowił powrócić do Tampere. W sezonie 2004/2005 Hietanen zdobył brązowy medal najwyższej ligi fińskiej siatkówki razem z Isku-Volley. Po udanych sezonach w Tampere Hietanen postanowił podpisać trzyletni kontrakt z włoskim zespołem Sempre Volley Padova. Jego pierwszy sezon w tym klubie okazał się być bardzo trudny, ponieważ pierwszym przyjmującym został niemiecki lider zespołu z Włoch-Christian Pampel czyniąc tym samym Mattiego drugim przyjmującym. Po sezonie Padova wypożyczyła fińskiego gracza do francuskiej Pro-A league, do klubu Avignon Volley, w którym spędził sezon 2006/2007. Po słabym sezonie zespół spadł do Pro-B league. Hietanen postanowił wrócić do włoskiej ligi i podpisał kontrakt z Mantova Volley, jednak znajdował się tam tylko na wypożyczeniu, bo jego kontrakt poprzednim klubem nie został rozwiązany. Podczas sezonu 2008/2009 grał we Framasil Cucine Pineto, we włoskiej Serie A1.
W 2004 roku rozpoczął swoją przygodę z męską reprezentacją seniorów. Podczas sezony w 2005 roku zastąpił innego przyjmującego, mimo iż wtedy był atakującym. Zmienił jednak pozycję i od tamtej pory występuje jako przyjmujący reprezentacji Finlandii.

## Sukcesy klubowe
Mistrzostwo Finlandii:
- 2015
- 2002, 2003, 2005

Puchar Finlandii:
- 2015

Puchar Czech:
- 2017

Mistrzostwo Czech:
- 2017